# Come Out and Play (пісня Біллі Айліш)
«Come Out and Play» — пісня американської співачки Біллі Айліш, що була випущена як сингл 20 листопада 2018 року на Darkroom та Interscope Records. Пісня була випущена разом зі святковим рекламним роликом технологічної компанії Apple, для якого вона використана як саундтрек.
Пісня отримала в основному позитивні відгуки від музичних критиків. Вона увійшла в чарти різних країн, включаючи Сполучені Штати та Велику Британію, і потрапила до сорока найкращих пісень в Австралії, Новій Зеландії, Канаді та Ірландії. Пізніше він був включений в японське видання дебютного студійного альбому Айліш When We All Fall Asleep, Where Do We Go? (2019).

## Передісторія та реліз
Компанія Apple звернулася до Айліш та її брата Фіннеаса О'Коннела, і надіслала їм ранню версію святкового рекламного ролика під назвою «Holiday — Share Your Gifts». Біллі та Фіннеас написали пісню на тему реклами у будинку їхніх батьків за допомогою Mac та студійного звукозаписного програмного забезпечення Logic Pro X. Мастерингом і зведенням займалися Джон Грінхем і Роб Кінельскі. Прем'єра треку відбулася в радіошоу Зейна Лоу Beats 1 20 листопада 2018 року. 
«Come Out and Play» був випущений на лейблах Interscope Records і Darkroom. Пізніше ця пісня була включена в японське видання дебютного студійного альбому Айліш, When We All Fall Asleep, Where Do We Go? у грудні 2019 року.

## Музика та текст
Відповідно до Musicnotes.com, «Come Out and Play» виконується в помірно повільному темпі 72 удари на хвилину в тональності До мажор. Пісня вважається баладою, що починається з «кількох ніжних гітарних нот, після чого Айліш виступає з настільки м'яким вокалом, що він звучить як колискова» і далі містить «прозору атмосферу і текстуровану перкусію». 
У тексті пісні Біллі намагається благати друга більше не ховатися, що пов’язано з темою реклами Apple, у якій використовується ця пісня. Співачка заохочує ліричного героя вийти із зони комфорту та подолати страхи: «Тобі не потрібно мовчати/Я знаю, що ти нервуєш/Але я обіцяю тобі, це того варте/Покажи їм усе, що ти тримав у собі /Не ховайся, не ховайся» (англ. «You don't have to keep it quiet/And I know it makes you nervous/But I promise you, it's worth it/To show 'em everything you kept inside/Don't hide, don't hide»).

## Критичне сприйняття
Пісня дебютувала під номером 69 в американському Billboard Hot 100. Вона також досягла 47-го місця в UK Singles Chart й потрапила в чарти Австралії, Австрії, Канади, Ірландії, Латвії, Нідерландів та Швеції. Пісня, зокрема, отримала платинову сертифікацію від Music Canada (MC) з продажами понад 80 000 копій.   

## Живі виступи
У грудні 2019 року Айліш виконала композицію «Come Out and Play» наживо в Театрі Стіва Джобса на першій щорічній премії Apple Music Awards після того, як стала артистом року, а О'Коннелл грав на акустичній гітарі.

## Учасники запису
- Біллі Айліш — вокал, авторка пісні.
- Фіннеас О'Коннелл — продюсер, автор пісні.
- Джон Грінхем — мастеринг
- Роб Кінельскі — міксер.